# Solitary Experiments
Это статья о немецкой электронной группе.
Solitary Experiments — немецкая электронная группа, играющая в стиле EBM c элементами дарквейв, синти-поп, фьючепоп, в составе Деннис Шобер (вокал, тексты песен), Майкл Тилеманн (синтезатор, программирование, запись), а также Маркус Шмидт (синтезатор, программирование, семплирование) и Франк Глассл (Ударные)

## История группы
История группы началась в 1993 году с Amiga 500 и Kawai K4. Майкл Тилеманн (нем. Michael Thielemann) и Деннис Шобер (нем. Dennis Schober), которые познакомились в 1992 году, экспериментировали с этим оборудованием. Год спустя, в 1994 году, музыканты дают жизнь проекту Solitary Experiments.
Первая демо Risque De Choc Electrique появилась в 1996 году с участием певицы Даны Апитц (нем. Dana Apitz). В том же году песня Dein Fleisch входит в сборник Electronic Future Compilation Vol. 1. Группа приобретает свой первый концертный опыт, который привел в 1998 ко второй демозаписи Death In Small Doses.
В это же время Дана Апитц покинула группу. Её место в группе занимает клавишник Стив Граебер (нем. Steve Graeber). За этим последовали дальнейшие релизы и первые иностранные концерты группы. Растущая популярность группы в 1999 году, в конце концов привела её к контракту с звукозаписывающей компанией Maschinenwelt, на котором выходит дебютный альбом Final Approach.
На Out Of Line SE дебютировали с альбомом Advance Into Unknown. Позже, в 2006 году на Out Of Line были переизданы ранние работы.

## Дискография

### Альбомы
- Final Approach (Maschinenwelt, 1999)
- Paradox (Maschinenwelt, 2001)
- Advance Into Unknown (Out Of Line, 2003)
- Mind Over Matter (Out Of Line, 2005)
- Final Approach (Totally Recharged) (Out Of Line, 2006)
- Paradox (Totally Recharged) (Out Of Line, 2006)
- Compendium (Out Of Line, 2007)
- In The Eye Of The Beholder (Out Of Line, 2009)
- Compendium 2 (Out Of Line, 2010)
- The Great Illusion (Out Of Line, 2011)
- Phenomena (Out Of Line, 2013)
- The 20th Anniversary Compilation (Out Of Line, 2014)
- Heavenly Symphony (Out Of Line, 2015)
- Memorandum (Out Of Line, 2015)
- In Motion (Live in Berlin) (Out Of Line, 2015)
- Future Tense (Out Of Line, 2018)
- The 25th Anniversary Compilation (Out Of Line, 2019)
- Transcendent (Out Of Line, 2022)

### Миньоны / Синглы
- Final Assault — The Remix-War (Maschinenwelt, 2002)
- Cause & Effect (Out Of Line, 2004)
- Final Assault (Totally Recharged) (Out Of Line, 2006)
- Immortal (Out Of Line, 2009)
- Trial and Error (Out Of Line, 2013)
- Crash & Burn (Out Of Line, 2018)
- Every Now and Then (Out Of Line, 2022)
- Wonderland (Out Of Line, 2022)

### Магнитопленки
- Risque De Choc Electrique (1996)
- Death In Small Doses (1998)